# マザーレス・ブルックリン
『マザーレス・ブルックリン』（原題: Motherless Brooklyn）は、ジョナサン・レセムの小説である。2000年に早川書房のミステリアス・プレス文庫から刊行された。原著は1999年にダブルデイから刊行された。

## あらすじ
1999年のニューヨーク市。トゥレット症候群を患っているライオネル・エスログは孤児院で育った。私立探偵のフランク・ミナに引き取られた彼は、探偵事務所で見習いとして働き始める。ある日、フランクが何者かに殺されたことから、彼は犯人探しに乗り出すのであった。

## 受賞
全米批評家協会賞を小説部門で受賞した。そのほかに、ゴールド・ダガー賞も受賞している。

## 映画化
2019年、エドワード・ノートン監督・脚本・製作・主演で『マザーレス・ブルックリン』として映画化された。

## 関連文献
- Mobilio, Albert (1999年10月17日). “What Makes Him Tic?”. The New York Times. 2019年11月3日閲覧。
- Begley, Adam (1999年10月18日). “Detective Yarn With a Twist: Tick-Plagued P.I. Sleuths Self”. Observer. 2019年11月3日閲覧。
- Mazmanian, Adam (1999年11月7日). “Postmodern P.I.”. The Washington Post. 2019年11月3日閲覧。
- Logan, Brian (2000年1月24日). “Private defective”. The Guardian. 2019年11月3日閲覧。